# Литун, Андрей Николаевич
Андрей Николаевич Литун (укр. Андрій Миколайович Літун; 11 июля 1984, Вилок — 6 марта 2022) — подполковник Вооружённых сил Украины, участник российско-украинской войны. Герой Украины (2022, посмертно).

## Биография
Андрей Николаевич Литун родился 11 июля 1984 года в посёлке Вилок Закарпатской области. В 2001 году окончил Мукачевський лицей с усиленной военно-физической подготовкой. После окончания Военной академии в Одессе поступил на службу в 128-й горно-штурмовой бригаде, где прошёл карьерный путь от командира взвода до командира батальона.
Участник российско-украинской войны с весны 2014 года. Участвовал в боях за Дебальцево. В январе—феврале 2015 года подразделение Андрея Литуна обороняло Дебальцево в Донецкой области.

### Вторжение России в Украину
С 24 февраля 2022 года командовал 1-м батальоном 128-й бригады в обороне от российского вторжения на юге Украины. По информации украинских СМИ, в ходе боёв батальону удалось уничтожить 38 единиц бронированной и колёсной техники, а также большое количество живой силы противника.
Погиб в бою 6 марта 2022 года, командуя организованным отступлением. 10 марта — посмертно награждён званием Героя Украины.

## Память
В Мукачево в 2022 году в его честь названа улица.

## Награды
- звание «Герой Украины» с присвоением ордена «Золотая Звезда» (2022, посмертно) — за личное мужество и героизм, проявленные в защите государственного суверенитета и территориальной целостности Украины, верность военной присяге.